# Bullimus
Bullimus (Mearns, 1905) è un genere di Roditori della famiglia dei Muridi.

## Descrizione

### Dimensioni
Al genere Bullimus appartengono roditori di grandi dimensioni, con lunghezza della testa e del corpo tra 228 e 275 mm, la lunghezza della coda tra 155 e 243 mm e un peso fino a 635 g.

### Caratteristiche craniche e dentarie
Il cranio è molto schiacciato ed ha un rostro lungo è sottile. La scatola cranica è ampia. La regione inter-orbitale è compressa.
Sono caratterizzati dalla seguente formula dentaria:

### Aspetto
Il corpo è tozzo con la pelliccia corta e ruvida. La testa e gli occhi sono grandi, mentre il naso è allungato. La coda è corta e tozza, è cosparsa di pochi peli corti ed ha circa 9 anelli di scaglie per centimetro. I piedi sono lunghi e sottili, adattati alla vita terricola. Nei maschi è presente un'area ghiandolare ben sviluppata nella parte centrale del ventre. Le femmine hanno un paio di mammelle pettorali, un paio post-ascellari e un paio inguinali.

## Distribuzione
Questo genere è diffuso nelle Filippine.

## Tassonomia
Il genere comprende 4 specie.
- Bullimus bagobus
- Bullimus carletoni[3]
- Bullimus gamay
- Bullimus luzonicus